# Doamna Chiajna

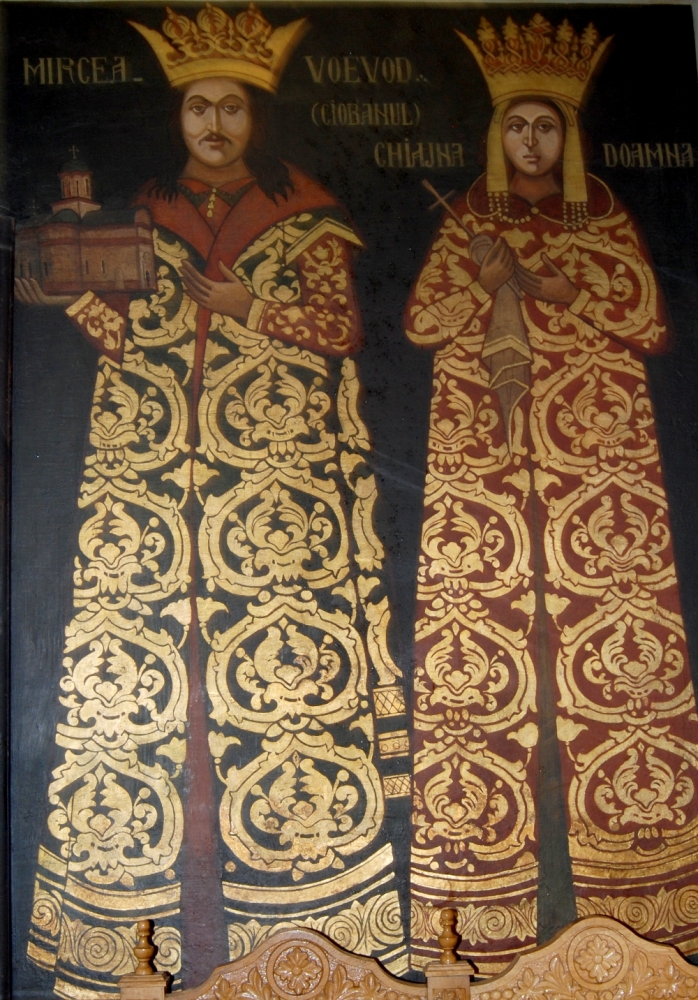
Doamna Chiajna (till höger) och Mircea Ciobanul

Doamna Chiajna, född som Ana i Polen 1525, död 1588, var en rumänsk furstinna. Hon var regent i Valakiet 1559–1575. 
Hon föddes i Polen som dotter till furst Peter Rares av Moldavien, och döptes till Ana. År 1545 gifte hon sig med furst Mircea Ciobanul av Valakiet. Hon grundade 1552 den första skolan i Rumänien, Câmpulung Muscel. 
Vid makens död år 1559 blev hon regent i Valakiet för sin omyndige son Petru cel Tânăr. Hon fick då sköta förbindelsen med turkarna, under vilka Valakiet var vasall, och frambära gåvor till dem. Hon beskrivs som energisk, intelligent och politiskt begåvad. Hennes son bröt under denna tid trolovningen med Stamatie Paleologu, som föredrogs av turkarna, och rymde med adelsdamen Radu Socol, något som tvingade henne att öka gåvorna till turkarna. 
Hon blev år 1575 tillfångatagen av turkarna och förvisad till Aleppo i Syrien.    